# Бухта Абрамова (Севастополь)
Бухта Абрамова (крим. Abramova körfezi) — чорноморська бухта у Севастополі. Розташована між бухтами Омега та Камишовою.
Імовірно, бухта названа на честь гідрографа Петра Яковича Абрамова, який очолював гідрографічну службу Чорноморського флоту СРСР з 1962 до 1972. Іноді зустрічається інші назва бухти — Піщана.
Дно та береги кам'янисті.
У радянський час доступ до берегів бухти був невільним через розташування уздовж них військових частин та установ. Нині до більшості території прохід вільний.
У 2000-х роках влаштований пляж Адміральська лагуна (або Солдатський пляж). Дно — мілка галька. Також існує безліч «диких» пляжів.
На східному березі бухти розташована дача Військової Ради ЧФ Росії й Центр реабілітації льотчиків України. Їхні території огороджені, є власні пляжі та причали.
Поблизу мису Піщаного збудоване котеджне містечко, є невеличка набережна за пам'ятником апостолу Андрію Первозваному.

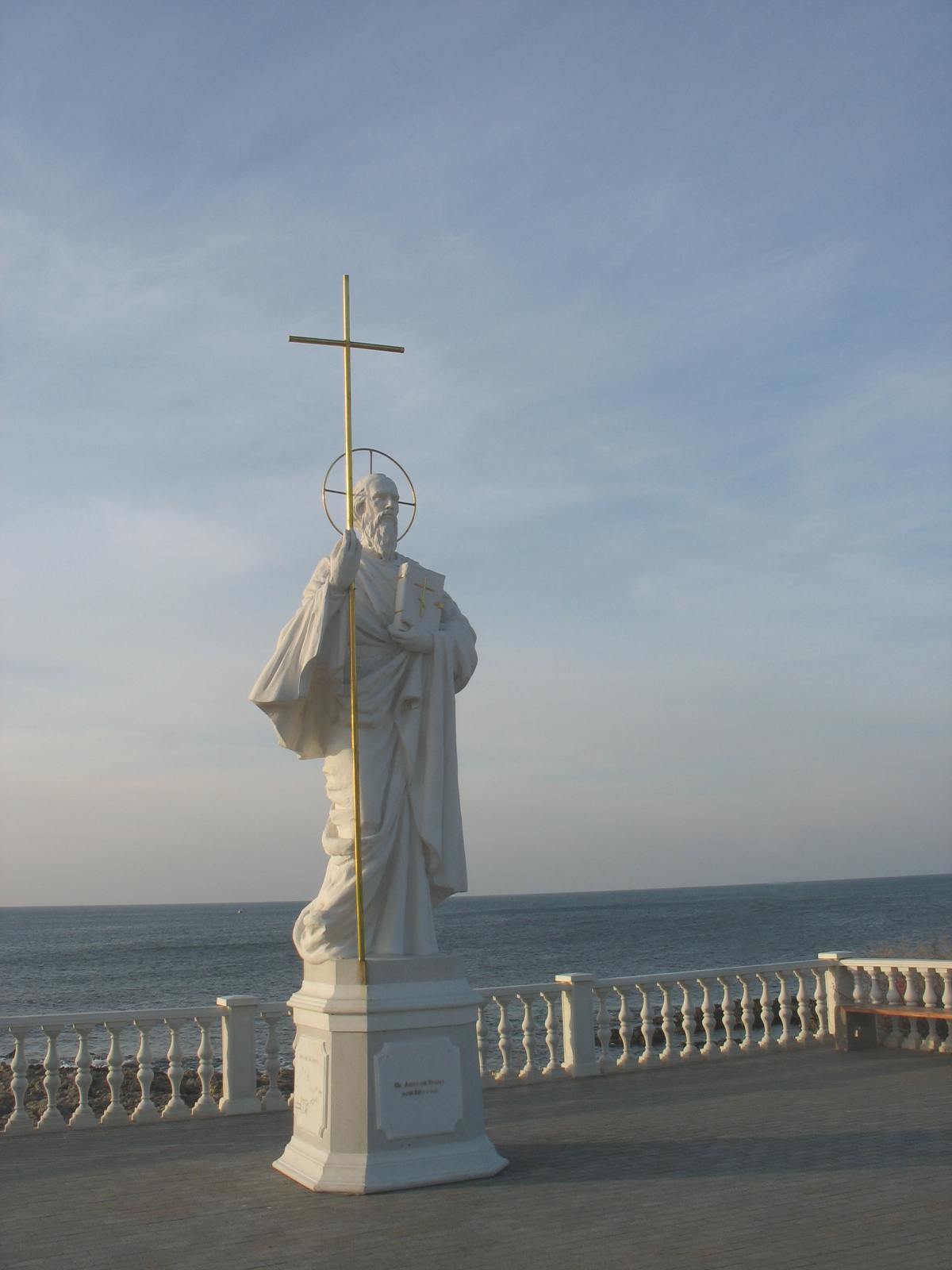
Пам'ятник апостолу Андрію